# Константин Константинов (музиколог)
Вижте пояснителната страница за други личности с името Константин Константинов.
Константин Атанасов Константинов е български учен-музиколог, музикален теоретик и публицист, диригент, музикален педагог. Автор е на музиковедски изследвания, музикална критика и есеистика. Професор в Българската държавна консерватория.

## Живот и музика
Роден на 26 април 1903 г. в Елхово в учителско семейство. С музика се занимава от най-ранно детство. Първи уроци по цигулка получава от баща си.
През 1923 г. завършва Народно музикално училище в Бургас. Постъпва на доброволна служба във военната музика на Военното училище, където свири на цугтромбон при Маестро Атанасов. Приет е в Държавната музикална академия, София и през 1927 г. завършва със специален инструмент цигулка при проф. Ханс Кох.
През 1932 г. Константинов заминава на специализация в Германия, Дрезден, където проучва солфежните методи, прилагани в немските средни училища. В Държавно експериментално училище „Дюрер“ изнася лекции върху българската народна музика с илюстрации на цигулка. В Дрезден изучава хармония и контрапункт при директора на Дрезденската консерватория проф. Паул Бютнер.
Учителства в Ямбол, Панагюрище, Бургас, Пловдив и София. В Бургас го свързва близка дружба с художника Петко Задгорски, който през 1935 г. рисува негов маслен портрет Архив на оригинала от 2016-03-05 в Wayback Machine..
Дълги години поддържа сърдечно приятелство с големия преводач от италиански език Петър Драгоев.

## Изпълнителско творчество
Диригентският дебют на Константин Константинов е през 1929 г. със Симфония в си минор от Франц Шуберт при концерт на Бургаския народен хор. Дирижира също хорови концерти в Ямбол, на които са изпълнени и неговите творби „Момини жалби“, „Тръгнах по врачки“, „Пейзаж“, „Не дирих радости“ по текст на П.К. Яворов, „Не плачи, майко“ по текст на Христо Ботев, „Балада“ и „Задявка“.
През 1932 г. става концертмайстор на симфоничен концерт на музикално дружество „Гусла“ – Ямбол. След беседа върху Лудвиг ван Бетховен дирижира неговата Пета симфония. Също така изнася беседа „Живот и творчество на Моцарт“ и дирижира Моцартов концерт на дружеството с увертюра към операта „Сватбата на Фигаро“ и симфония „Юпитер“.
В Ямболския народен морски сговор изнася камерен концерт със струнен квартет, в който свири партията на цигулка – изпълняват творби от Шуман, Глинка, Менделсон, Шуберт, Шопен и собствения му квартет „Българска фантазия“. През 1934 г. дирижира Бургаския народен хор в юбилейния концерт на Георги Шагунов, заедно с Филип Кутев и Асен Жабленски.
В областта на диригентското изкуство Константин Константинов има значителни постижения. През 1936 г. изнася в Пловдив редица концерти, между които Славянски симфоничен концерт с творби от Дворжак, Сметана, Мусоргски, Никола Атанасов и др.
На тържествения концерт на Пловдивското певческо дружество по случай 40-годишното юбилейно честване през 1936 г. Константинов изнася музикална сказка върху живота на народните хорове в България. Изпълнена е хоровата му композиция „На прощаване“ по текст на Христо Ботев. Сказката и концертът са предавани по всички български радиостанции. Освен това дирижира Третия симфоничен концерт на дружеството с Камий Сен-Санс – симфонична поема „Танц на мъртвите“ и Лудвиг ван Бетховен – Симфония № 5.
Константинов е избран за диригент на Симфоничния оркестър при Пловдивското певческо дружество с председател Ангел Букорещлиев. С тези си заслуги към симфоничното дело в Пловдив Константин Константинов е смятан за един от първосъздателите на Пловдивската филхармония.
В София през 1938 г. Константинов дирижира хора, оркестъра и духовата музика на Пета мъжка гимназия в салона на „Свободен театър“, а също концерта на духовия оркестър при Първа мъжка гимназия пред микрофона на Радио София. В програмата е включена собствената му композиция „Възторг“. По Радио София също изнася сказка за Георги Шагунов и дирижира концерт заедно с Филип Кутев.
През 1940 г., по време на войната, дирижира хора и оркестъра при Пета мъжка гимназия на концерт в Зала България. В програмата е включена творбата му „Марш на българите“ по текст на Теодор Траянов и композицията му „Кракра“.
Като композитор Константин Константинов създава няколко хорови и солови песни и над 30 марша за духов оркестър.

## Академичен път
През декември 1943 г. при една от бомбардировките на София от американската авиация Константин Константинов претърпява тежка злополука и е отведен на лечение в Александровската болница, а след разрушаването ѝ от голямата бомбардировка на 10 януари 1944 г. е евакуиран в Ботевградската болница, където остава на лечение шест месеца.
След края на Втората световна война, през 1945 г. Константинов Константинов с конкурс постъпва в Държавната музикална академия като преподавател по солфеж и теория на музиката. През 1950 г. се хабилитира с труд „Път за овладяване на музикалния език“ и е избран за редовен доцент при теоретичната катедра на ДМА. Става председател на секцията на музиколозите при Съюза на композиторите, музиколозите и концертиращите артисти в България. Член е на Художествения съвет при Дирекцията за музикално творчество и изпълнителско изкуство при КНИК.
През 1951 г. Константинов получава сърдечен инфаркт. През 1952 г. е подложен на политическо „обследване“ и заедно с други български интелектуалци е пратен в курорта Вършец на 45-дневен опреснителен „Курс по марксизъм-ленинизъм за повишаване на идейно-политическата и теоретическа квалификация на академичния персонал от висшите учебни заведения“.
През 1953 г. става декан на Теоретичния факултет при ДМА, а през февруари 1955 г. е избран за професор в Българската държавна консерватория с основен рецензент проф. Веселин Стоянов.
Ненавършил 52 години, умира от инфаркт на 4 март 1955 г. в София.
Баща е на писателя и преводач Венцеслав Константинов.

## Трудове
- „Хиляда години българска песен“, студия, 1935
- „Произход и развой на музиката“, студия, 1935
- „Път за овладяване на музикалния език“, 1950
- „Обща теория на музиката“, изд. „Наука и изкуство“, 1950, 1953, 1954, 1957, 1960, 1969
- „Хайдн, Моцарт, Бетховен – солфежи“, изд. „Наука и изкуство“ (с проф. Камен Попдимитров), 1950, 1955, 1960, 1963, 1966
- „Солфежи от стари майстори“, изд. „Музика“ (с проф. Камен Попдимитров), 1950, 1952, 1953, 1995
- „Солфежи на разни ключове“, изд. „Наука и изкуство“ (с проф. Камен Попдимитров), 1951, 1976
- „Музикални диктовки в полифоничен стил“, изд. „Наука и изкуство“ (с проф. Никола Атанасов), 1951
- „Курс по обща история на музиката“, издание на СГНСДТ (в съавторство), 1954
- „Учебник по солфеж“, изд. „Наука и изкуство“ (със Симеон Полеганов), 1957
- „Солфежи. Мелодии от стари майстори. Музикално-исторически паметници“, изд. „Наука и изкуство“ (с проф. Камен Попдимитров), 1964

В статия за дейността на катедрата „Теория на музиката“ на Националната музикална академия „Проф. Панчо Владигеров“ трудовете на Константин Константинов са определени като „основополагащи“.

## Публицистика
- „Спектаклите на кооперативния театър“ – в-к „Морска заря“, 2 юни 1929 г.
- „Франц Шуберт.100-годишнината от смъртта му“ – в-к „Вечерна Бургаска поща“, 5 юни 1929 г.
- „Концертът на Констанца Кирова“ – в-к „Вечерна Бургаска поща“, 25 юли 1929 г.
- „Варненските музикални тържества“ – в-к „Последна бургаска поща“, 7 август 1929 г.
- „Концертът на „Родни звуци““ – в-к „Последна бургаска поща“, 17 януаре 1930 г.
- „Концертът на Асен Вапорджиев“ – в-к „Тунджа“, 7 ноември 1930 г.
- „Възпоменателен концерт Чайковски“ – в-к „Вечерна Бургаска поща“, 14 март 1934 г.
- „40 години музика“ (за Георги Шагунов) – в-к „Бургаски фар“, 1 април 1934 г.
- „България пее“ – в-к „Бургаски фар“, 3 май 1934 г.
- „Концертът на софийския Народен хор „Гусла““ – в-к „Бургаски фар“, 22 декември 1934 г.
- „Бетховен 1770 – 1827“ – в-к „Бургаски фар“, 29 януари 1935 г.
- „Моцарт 1756 – 1791“ – в-к „Бургаски фар“, 31 януари 1935 г.
- „Панорама на музикалния живот в града“ – в-к „Бургаски фар“, 11 октомври 1935 г.
- „Вокалната продукция на проф. Мара Маринова Цибулка“
- „Концертът на симфоничния оркестър при БРС“ – в-к „Дневник“, 8 декември 1938 г.
- „Нов принос в българското музикално творчество“ – в-к „Вечерни новини“, 29 декември 1951 (Концерта за цигулка и оркестър от Любомир Пипков)